# 스토커: 클리어 스카이
《스토커: 클리어 스카이》(S.T.A.L.K.E.R.: Clear Sky)는 스토커: 쉐도우 오브 초르노빌 이 전의 줄거리를 다루는 작품으로, 우크라이나의 게임 개발사인 GSC 게임 월드에서 제작한 1인칭 슈팅 게임이다. 클리어 스카이의 무대는 50대 50으로 새로운 장소와 쉐도우 오브 초르노빌에서 사용되던 장소로 나뉘어 있으며, 쉐도우 오브 초르노빌에서 사용된 장소는 재모델링 되어서 사용되었다. X-Ray 그래픽 엔진은 1.5로 향상되었으며, 다이렉트X 10을 지원(1.5.06 버전에 다이렉트 X 10.1이 포함)한다. 또한, 새로이 추가된 파벌 간의 전투 (Faction war) 기능을 시현하기 위해 NPC 들의 인공지능이 좀 더 향상되었다. 그러나 아쉽게도 전작과는 달리 이번작부터는 대한민국 내에 유통되지 않았으나 스팀으로 구입 및 다운로드가 가능하며, 주요 팬카페에서 유저들이 제작한 한글 패치를 적용하여 플레이할 수도 있다.

## 줄거리
스토커: 클리어 스카이는 스토커: 쉐도우 오브 초르노빌 이전의 줄거리를 다루는 게임이다.
플레이어는 베테랑 스토커인 스카(Scar) 역할을 하게 되는데, 스카는 과학자들을 존으로 인솔하는 도중 정신파 에미션(PSI Emission)을 맞고 부상을 입는다. 함께 따라갔던 과학자들은 다 죽고, 혼자 살아남은 스카는 비밀 파벌인 클리어 스카이에 의해 구조되는데 이 클리어 스카이라는 파벌은 존과 존에 관련된 현상들을 좀 더 심층적으로 이해하여 존을 배우고 연구하려는 목적을 가지고 있다.
스카가 어떻게 정신파 에미션을 맞고도 살아남았는지는 알 수 없으나, 스카의 신경계는 손상을 받았으며 그로 인해서 미묘한 신체적인 변화가 생긴 것으로 여겨진다.
이러한 변화 상태는 곧 명확해진다. 탐사를 떠난 클리어 스카이 팩션의 스토커들 중 혼자 살아남은 스토커가 돌연변이들의 공격을 받고 있다는 무전이 오게되고, 팩션의 리더인 레베데프는 스카에게 그를 찾아 도와 줄 것을 요청한다. 스카가 스토커를 찾아 구조하는 동안, 경고 신호도 거의 없이 대피처를 미처 찾지도 못할 시간에 또 다시 에미션이 발생한다.
에미션이 끝난 후 스카는 또다시 혼자 살아남게 되고, 곧바로 회복하게 된다. 레베데프는 스카가 여전히 생존해있다는 사실에 놀라워하고 팩션의 선임연구원인 체베코프는 스카가 위험한 이상현상들과 존의 일대들을 탐사하며 생존할 수 있는 일종의 '특별한 능력'을 지녔다고 믿게 된다.
레베데프는 최근 존의 중심부에 있는 체르노빌 원자력 발전소에서 에너지 에미션 발생이 급격하게 증가하면서 존이 점차 붕괴되고 있다는 이론을 세운다. 즉 에미션이란 존의 외부 세력에 대한 일종의 '면역 반응' 으로써, 존은 외부 세력을 '위협 요소'으로 여겨 에미션을 발생시키는 것이다. 레베데프는 이 외부 세력은 바로 한 스토커 무리들로써, 그들이 존의 중심부로 침투하기 위해 시도하고 있었으며 결국에는 다른 스토커들 보다 훨씬 더 깊이 존의 중심부에 들어갔다고 믿는다.
레베데프와 체베코프는 그들이 존에 더 깊숙히 침투하게 되면 존의 반응이 곧 엄청난 파괴를 불러올 수도 있다는 사실에 두려워한다. 스카는 모든 수단을 동원하여 그들을 찾아내어 막을 것을 요청받는다.
스카는 그 스토커들에 대한 정보를 더 획득하기 위해 존의 외곽 지역에 있는 코돈으로 보내지게 된다. 그곳에서 거래상 시도로비치로부터 그들이 바로 팽, 고스트, 닥터, 스트렐록의 4명으로 이루어진 스토커 무리라는 정보를 획득하게 되고, 그 중 팽의 행적에 대한 정보를 얻는다. 스카는 계속해서 그의 행적을 쫓아 존의 광활한 일대를 탐험하게 되고, 이 과정에서 다양한 파벌들과도 조우하게 된다.
결국 스카는 그들의 행적을 쫓아 브레인 스콜처 (두뇌 소거자)가 있는 얀타로 향하고, 이곳에 있는 과학자로부터 스트렐록이 최근 체르노빌 원자력 발전소를 둘러싸고 있는 브레인 스콜처의 정신 파괴 공격으로부터 자신을 보호해 줄 수 있는 프로토타입 사이오닉 방어 장비를 획득했다는 사실을 알게된다.
스카는 레드 포레스트에서 거의 스트렐록을 따라 잡았으나, 스트렐록은 체르노빌로 가는 유일한 터널을 통해 탈출하게 되고 결국 그 터널은 그가 탈출하자마자 폭발로 붕괴되어버린다. 최근에 구조되어 살아남은 용병들과 클리어 스카이 파벌들의 도움으로, 스카는 체르노빌로 갈 수 있는 우회로인 리만스크로 가는 다리를 밴디트들로부터 탈환하게 된다. 리만스크로 향하는 길에서 스카는 밴디트, 군인들과 존으로 진입하려는 자들을 모두 섬멸하려는 중무장한 모노리스들과도 만난다.
리만스크를 지나 폐허가 된 병원의 지하를 통해 우회로를 찾아낸 스카는 결국 레베데프와 클리어 스카이 파벌의 일원들과 함께 체르노빌에 도달한다. 하지만 스트렐록이 먼저 그곳에 도착하여 4개의 핵 반응로를 감싸고 있는 석관으로 향하고 있었다. 지상에서 클리어 스카이 대원들이 모노리스와 교전을 벌이는 동안, 레베데프가 스카에게 프로토 타입의 장거리 전자기 무기인 "EM1 라이플"을 건네주며 스트렐록의 사이오닉 방어 장비를 무력화 시킬 것을 요청한다. 모노리스를 물리쳐가면서, 결국 스카는 스트렐록의 방어 장비를 제거하는데 성공한다.
이로써 레베데프는 "위협 요소"를 저지한 것으로 존이 안정되기를 기대하였으나, 존은 갑자기 급격하게 활동을 증가하게 되고 결국 발전소에서 에미션을 일으키며 그곳에 있던 모든이들은 즉시 괴멸당하게 된다.
엔딩 씬에서, 스트렐록은 다른 스토커들이 줄지어 벽에기대 앉아있는 어둑지둑한 통로에서 구부정한 상태에서 깨어난다. 모든 스토커들은 혼수 상태로 여러개의 줄이 표시되는 수수께끼 같은 일련의 이미지의 화면을 응시하면서 세뇌를 당한다. 스트렐록 역시 세뇌를 받고 있다. 이때 화면은 스트렐록의 오른쪽 팔뚝을 비추는데, 그의 팔에는 "S.T.A.L.K.E.R."라는 약자로 문신이 새겨져있다.

## 게임 플레이
스토커: 클리어 스카이는 전편인 스토커: 쉐도우 오브 체르노빌처럼 서바이벌 호러의 구성 요소(탄약이 줄어든다든가, 강력한 몬스터로 인한 무서운 분위기)와 1인칭 슈팅 게임(조준시 떨린다는 점이나, 1인칭 시점을 쓴다는 점)의 요소, 그리고 컴퓨터 롤플레잉 게임의 요소(인벤토리 관리, 퀘스트, 등장인물간 상호작용, 방어구 및 방어력)가 혼합되어있다.
기존의 쉐도우 오브 체르노빌에서 가장 크게 추가된 게임플레이는 파벌 전쟁 시스템이다. 각 파벌들은 영토를 지키거나 빼앗기 위해, 혹은 재탈환하기 위해 다른 파벌들과 교전을 벌이게 된다. 플레이어는 파벌에 가입하거나, 파벌간의 전투에서 파벌을 도와 싸울 수 있다. 파벌이 더 강력해져 세력을 확장하게 되면, 상인은 더 좋은 상급의 장비를 제공하게 되고 해당 파벌은 해당 장비를 사용할 수 있게 된다.
주인공은 용병으로써, 모든 파벌을 위해 임무를 수행할 수 있으며 필수적인 게임 진행을 따라가지 않고도 완전히 중립적으로 남을 수 있다. 핵심 파벌들은 상인들과 기술자 같은 서비스를 플레이어에게 제공한다.
스카는 궁극적인 목표는 스트렐록을 저지하는 것으로 항상 기본적으로는 클리어 스카이 측과 연대가 맺어져 있으며, 존의 4개의 파벌들 (로너, 듀티, 프리덤, 밴디트)들과 서로 교전을 벌이거나 동맹을 맺을 수도 있다. 늪지대에 기반을 둔 레니게이드 파벌과 군인, 그리고 모노리스 파벌에는 가입이 불가능하다. 일부 스토리에서는 파벌을 선택할 때 매우 신중해야 하는데, 만약 스토리 상 중요한 정보를 가지고 있거나 다음 단계로 진행하는데 필수적인 파벌과 대립하게 되면 더 이상 게임 스토리를 정상적으로 진행하지 못할 수도 있기 때문이다.
또 클리어 스카이에서는 한층 심화된 무기 개조 시스템을 선보였으며, 방어구를 수리할 수도 있게 되었다. 이상현상을 미리 탐지하는 것은 더 어려워졌으며, 이제 아티팩트를 획득하기 위해서는 탐지기가 필요하게 되었다. NPC들도 수류탄을 사용하게 되었고, 은폐 및 엄폐를 시도하며 숨어서 사격을 하기도 하며 경기관총도 등장한다. 또한 존에는 안내자가 있어 일정한 돈을 지불하고 빠르게 지역을 이동할 수 있게 되었다.
에미션은 비 정기적으로 발생하며, 이때 플레이어는 PDA에 표시되어있는 지점으로 대피하여야 한다. 만약 적당한 곳으로 대피하지 않으면 플레이어는 사망할 수도 있다.

## 파벌
존(Zone)에는 여러개의 파벌이 있으며, 이 파벌들은 각자 존에 대해 다른 목적과 관점을 가지고 있으며 스토커들을 존으로부터 몰아내려는 정부군들도 존재한다.

### 우크라이나군(Military)
우크라이나 정부군은 외부에서 존으로 접근하는 것을 막고 존을 지키고 있는 군대이다. 그들은 중무장한 상태로써, 주인공이 군인들이 통제하는 코돈 지역으로 진입할 때 크나큰 위협을 줄 것이다. 군인들이 로너 파벌들과는 항상 전투를 하는 것은 아니다. 사실, 종종 스토커들과 협력하여 일을 하며, 로너들과 마찬가지로 자신들도 이익을 챙기기도 하였다. 그러나, 군인들이 일부 로너 스토커들을 밴디트에 팔아 넘기고 말았다.
이 군인들과 조우하는 것은 그리 흔한 경우는 아니지만, 그들과 교전을 하는 경우 적절한 방어구를 갖춘 상태가 아니라면 당신은 수 초안에 죽임을 당할 수도 있다.
그리고 당신이 게임 상에서 어떤 선택을 하든간에, 이 군대 파벌에 가입하는 것은 불가능하게 되어있다.

### 클리어 스카이(Clear Sky)
클리어 스카이 파벌은 존을 연구하는 것에 자신을 바치는 파벌이다. 그들은 가벼운 무장을 하고 있으며, 대원들은 부족한 상태로 존의 늪지대 지역에 따로 떨어져 있다. 이 파벌의 구성원들은 대부분 존 탐사 중에 위험에 빠져있었거나 도움이 필요한 상황에서 클리어 스카이 주요 인물들에게 도움을 받았던 사람들이다. 그들은 클리어 스카이 파벌에 감사하며 파벌에 가입하였으며, 몇몇은 도움의 대가로 그곳에 남아 클리어 스카이 파벌에 진 빚을 갚아 나가고 있다. 게임을 진행하면서, 주인공은 다른 파벌들에도 가입할 수 있으나, 게임 스토리를 진행하면서 항상 클리어 스카이 파벌에게도 미션을 받게 될 것이다.
클리어 스카이 파벌은 게임 초반 평균이하 화력의 무기들 (사냥용 라이플이나 권총)때문에 매우 약해보일수 있으나, 전투에 돌입하여 강력한 돌격 소총을 활용할 때는 꽤 강한 화력을 보여주기도 한다. 이러한 모습은 게임 후반 리만스크를 습격할 때 나타난다.

### 레니게이드(Renegade)
레니게이드들은 엘리트 밴디트들로 구성된 파벌로써 전작인 쉐도우 오브 체르노빌에는 등장하지 않는다. 그들은 존의 북서쪽으로부터 존을 습격하여 리만스크를 장악하였으며, 자신들도 이 지역에 고립되어 있다. 클리어 스카이에서는 늪지대를 장악하기 위해 끊임없이 클리어 스카이 대원들과 전투를 치르게 된다. 레니게이드는 주인공이 처음으로 전투를 치르게 되는 파벌이며, 화력이 약하고 쉽게 처치할 수 있다. 이 파벌에 가입하는 것은 불가능하게 되어있다.

### 로너 스토커(Loner Stalker)
로너는 초보 혹은 자유로운 스토커들로 구성되어있으며, 이들은 다른 파벌의 목표에는 관심이 없다. 그들은 오로지 개인적인 이득을 취하기 위해 존을 탐사하는 부류들이다. 그들은 존에서 가장 큰 규모의 파벌이기 때문에, 대부분의 주요 파벌들은 로너 그룹에서 병력을 충당한다. 훈련받은 스토커들과 존의 위험성을 충분히 경험한 스토커들이 주로 다른 파벌에 가입하게 된다. 전작인 쉐도우 오브 체르노빌에서의 로너들은 기타 다른 파벌에 소속되어있지 않은 스토커들로 소개되었다. 대부분의 로너들은 작은 규모로 움직이면서 구식 무기를 사용하나, 코돈에 위치한 로너 기지의 '파더 발레리안'의 대원들은 군대와 협조함으로써 더 강력한 화력을 자랑한다.

### 밴디트(Bandit)
밴디트들은 조직되지 않은 강도와 살인자들로 구성된 지하 범죄 파벌이다. 그들은 길을 가던 스토커들을 납치하거나 강도짓을 하며 그들은 모든 파벌들에게서 총알 세례를 맞는다. 어떤 스토커가 다른 스토커를 죽이거나 혹은 강도짓을 한다면 그의 소속은 밴디트라 보면 된다. 밴디트들은 폐기장(Garbage) 구역에서 세력을 잡고 있으며 셀 수 없을 정도로 많은 인원과 보물을 숨기고 있다. 종종 밴디트는 로너들의 벼룩시장을 급습하기도 한다. 밴디트들은 인원들을 새로 보충받고 있는 것으로 보인다. 밴디트들은 순찰하면서 스토커의 물건을 그들의 권총, 칼, 그리고 기본적인 탄약을 바탕으로 위협한다.

### 듀티(Duty)
듀티는 체르노빌 원자력 발전소를 손에 넣기 위해간 군인들이 주축이 된 파벌로, 존에서 공포로 헤메이거나 버려진 낙오된 군인들로 이뤄져 있다. 이들 낙오된 군인들은 Krylov 장군의 휘하에서 파벌이 되었으며 그들은 과학자들과 함께 존을 연구하면서 없앨 방법을 찾고 있다. 듀티는 그들 몇몇이 스페츠나츠와 비밀 작전을 벌였다는 소문이 퍼지고있다. 이는 Krylov 장군이 스페츠나츠와 연락을 취했다는 점에서 사실로 밝혀졌으나, 대부분의 스페츠나츠들은 Krylov 장군이 군에 대한 깊은 적개심을 가지고 있어 여전히 듀티에게 적대적으로 보인다. 듀티의 무기고는 AK-74나 OTs-14 그로자 같은 소비에트 후기의 무기와 러시아 무기가 있다. 듀티는 아그로프롬 연구 시설에 자리잡고 있는데, 여기서 그들은 C-consciousness에 대한 실험 몇 개를 발견하게 된다. 그들은 돌연변이들이 드나드는 터널을 봉쇄하기 위해서 몇몇 C4 폭탄을 장치해 두었다. 쉐도우 오브 체르노빌에서는 Bar에 근거지를 두고 있다.

### 프리덤(Freedom)
처음 설립 시에는 듀티와 친하였으나 파벌의 목표가 듀티와 상충되면서 적대관계로 돌아서게 된다. 프리덤 파벌은 존을 바깥에서 자유롭게 이용하자는 취지로 존은 인류에게 준 선물로 생각하고 있으며 아티팩트를 사용하는 방법을 연구하여 세상에 혁명을 일으키길 바라고 있다. 그들은 또한 존에 대해서 배우고 싶어한다. 프리덤은 다른 팩션과 다르게 무정부주의자로 구성된 파벌로 평소에는 손발이 안 맞아서 그리 잘 뭉쳐지지 않는다. 그들은 자신이 원하는 분야에 대해서 좀 더 파고 들고 싶어하고, 또 그들은 그걸 원한다. 프리덤의 무기고에는 SIG 550이나 SA80 같은 NATO와 서방, 그리고 소비에트 무기가 있다. 프리덤은 다크 벨리의 공장에 자리잡고 있으며, 쉐도우 오브 체르노빌에서는 버려진 육군 기지에 자리를 잡고 있다.

### 용병(Mercenaries)
영국의 특수부대 SAS와 비슷한 모습을 하고 있으며 서유럽 국가에서 이들을 샀다는 의혹이 있는 용병들은 잘 무장되어 있는 파벌이며 몇몇은 이들이 서유럽에서 존을 좀 더 이해하기 위해 보냈다고 말하고 복장으로 보아 대부분은 용병들이 영국에서 존을 좀 더 알기 위해서 파견한 특수부대인 SAS의 특수부대원들이라고도 하며 몇몇은 비밀 러시아 군사집단으로, 서방에 기초한 것으로 위장하여 존에서 일어나는 과학 실험들과 파벌들을 막기 위해 있다고 생각한다. 여러 가지 경우를 볼 때 용병들은 용병끼리 정보를 주고받지 않으며 그들의 고객들의 추악한 일을 위해서 고용되어 싸운다. 용병들은 특별한 파벌에 고용되어 싸우며 가끔 일부 용병들은 밴디트와 협력(쉐도우 오브 체르노빌 플레이 시 로스톡(Rostok) 지역에서 용병과 밴디트가 협력하는 모습을 볼 수 있다)하기도 하지만 듀티와 프리덤, 과학자들의 경우엔 용병과 사이가 매우 나쁘다. 용병들은 쉐도우 오브 체르노빌과 비교할 때 인력이 매우 많은 것을 볼 수 있다. 클리어 스카이의 주인공이라고 볼 수 있는 스카도 원래는 용병 소속의 스토커이다.

### 생태학자(Ecologist)
얀타 호수에 있는 이동 연구소를 거점으로 하고 있는 과학자들로 구성되었다. 존의 비정상적인 생태계와 정신을 파괴하는 브레인 스콜쳐를 조사하고 있다. 기본적으로 전투력은 약해서 조사나 연구소의 호위 등은 스토커에 협력을 의뢰하고 있다.

### 모노리스(Monolith)
사이비 종교 파벌인 모노리스는 베일에 숨어있는 잘 무장되어 있는 파벌이다. PDA 정보와 일지를 기초로 할 때 그들은 그들이 숭배하는 체르노빌 원자력 발전소와 Wish Granter 아티팩트를 방어하는 것으로 보인다. 그들은 C-Consciousness에 가까이 간 스토커들이 세뇌당한 파벌이란 소문이 있는 그들은 광신도적으로 체르노빌 원자력 발전소 내의 C-Consciousness를 지키려고 한다.

### 군인 스토커(Military Stalker)
군인 스토커들은 존을 지키는 군대의 비밀조직이다. 군인 스토커는 게임에서 등장하지 않으며 쉐도우 오브 체르노빌의 엔딩에서 중요한 카메오로 등장한다. 그들은 VSS 빈토레즈 같은 강력한 무소음 저격소총을 사용한다.

## 평가
| 평가 |                       |
| --- | --------------------- |
| 통합 점수 통합사 점수 메타크리틱 75/100 [ 4 ] 평론 점수 평론사 점수 1UP.com B [ 5 ] 에지 7/10 [ 6 ] 유로게이머 7/10 [ 7 ] 게임 인포머 7.75/10 [ 8 ] 게임스팟 7/10 [ 9 ] 게임트레일러스 6.9/10 [ 10 ] 게임존 7.5/10 [ 11 ] IGN (US) 7.3/10 [ 12 ] (UK) 7/10 [ 13 ] PC 게이머 (US) 78% [ 14 ] PC 파워플레이 9/10 [ 15 ] |                       |
| 통합 점수 |                       |
| 통합사 | 점수                  |
| 메타크리틱 | 75/100                |
| 평론 점수 |                       |
| 평론사 | 점수                  |
| 1UP.com | B                     |
| 에지 | 7/10                  |
| 유로게이머 | 7/10                  |
| 게임 인포머 | 7.75/10               |
| 게임스팟 | 7/10                  |
| 게임트레일러스 | 6.9/10                |
| 게임존 | 7.5/10                |
| IGN | (US) 7.3/10 (UK) 7/10 |
| PC 게이머 (US) | 78%                   |
| PC 파워플레이 | 9/10                  |